# Taylor Worth

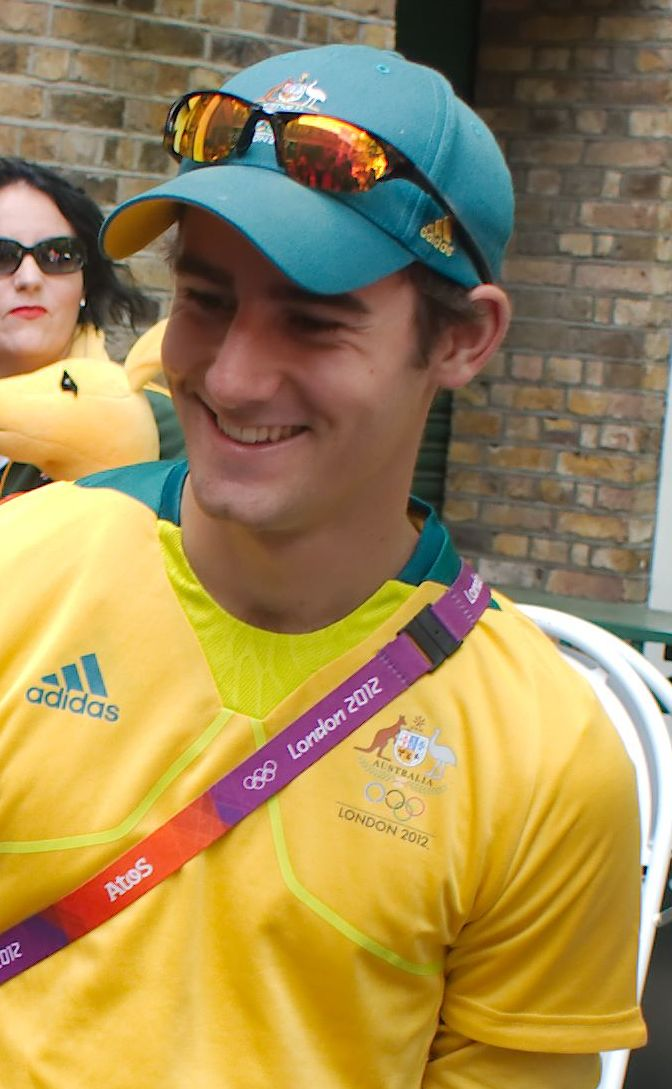
Taylor Worth

Taylor Worth, född den 8 januari 1991 i Busselton, Western Australia, är en australisk bågskytt.
Han tog OS-brons i lagtävlingen i samband med de olympiska bågskyttetävlingarna 2016 i Rio de Janeiro..